# Boosaaso

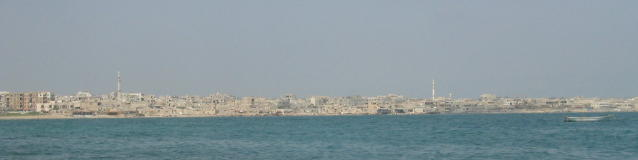
Boosaaso panorámája a tenger felől

Boosaaso (szomáliul: Boosaaso, arabul: بوصاصو, angolul: Bosaso) város Szomália északkeleti részén, az Ádeni-öböl déli partján. A de facto független Puntföld területén lévő Bari régió székhelye. Lakossága kb. 700 ezer fő ezzel Szomália 3. legnagyobb városa.
Regionális gazdasági központ, az ország egyik fontos kikötővárosa.
A város egy viszonylag békés hely, összevetve az ország déli területeivel.
A város gazdasága sokszínű, az oktatás, a kormányzat, a bankszektor, a turizmus, a légi közlekedés, az élelmiszeripar, a ruhaipar, a logisztika, az acél, az energia, az egészségügy, a vendéglátás, a kiskereskedelem és a technológia területén. A terület számos főiskolája és egyeteme a felsőoktatás regionális központjává teszi, beleértve a jogot, az orvostudományt, a mérnöki tudományokat, az üzleti életet és a vállalkozást.

## Fordítás
- Ez a szócikk részben vagy egészben  a   Bosaso című angol Wikipédia-szócikk fordításán alapul.  Az eredeti cikk szerkesztőit annak laptörténete sorolja fel. Ez a jelzés csupán a megfogalmazás eredetét és a szerzői jogokat jelzi, nem szolgál a cikkben szereplő információk forrásmegjelöléseként.